# Virgínia Soler i Alberola
Virgínia Soler i Alberola (Alcoi, 4 de març de 1883 - íd., 3 de març de 1965) fou una metgessa, pionera en l’exercici de la professió al País Valencià.

## Biografia
Era filla de Francesc Soler i Jover, fuster, i de Consol Alberola i Planelles, tots dos d’Alcoi. Gràcies a les seves bones notes va poder cursar el batxillerat, becada per l’ajuntament, a l’Institut d'Alacant. L'acabà al 1901, amb notes excel·lents. Entretant havia estudiat també francès.
Un document de 7 d'octubre de 1901, dirigit directament al ministre d'Instrucció Pública, concedia el permís específic del pare per a fer els estudis de Medicina; el permís del pare o del marit era un tràmit indispensable aleshores perquè una noia pogués cursar estudis superiors. Va fer la carrera de Medicina a Barcelona, on tingué com a company el doctor Barraquer i com a professors els metges Rafael Rodríguez Méndez i Jaume Aiguader i Miró, per exemple, i es llicencià a l'octubre de 1908, amb 14 matrícules d'honor al llarg de la llicenciatura. En aquests temps participà a Barcelona en el 1r Congrés Internacional de Tuberculosi i escrigué materials divulgatius sobre higiene escolar i articles en premsa.
De nou a Alcoi, s’inscrigué al Col·legi Oficial de Metges d'Alacant, essent-hi la primera dona facultativa col·legiada, i potser també de tot el País Valencià. Va obrir la seva clínica al carrer de Sant Blai, número 23, i s’hi anuncià com a «Virginia Soler Alberola, médica». I, efectivament, sempre fou coneguda popularment com «la metge».
En l'última etapa de la vida residí al Sanatori Sant Jordi, on treballà com a metgessa en els darrers anys i on morí al 1965.

## Reconeixement i memòria
La Setmana Modernista d’Alcoi, al setembre de 2023, tingué com a protagonista la metgessa Virgínia Soler i Alberola. La principal activitat fou l'exposició «La metgessa Virgínia Soler Alberola (1885-1965)» que, a més d'uns plafons descriptius de la vida de la metgessa, inclogué una  representació del seu despatx i consulta, ambientat amb material i aparells mèdics de l'època.